# Cenotafio del cardenal Cisneros

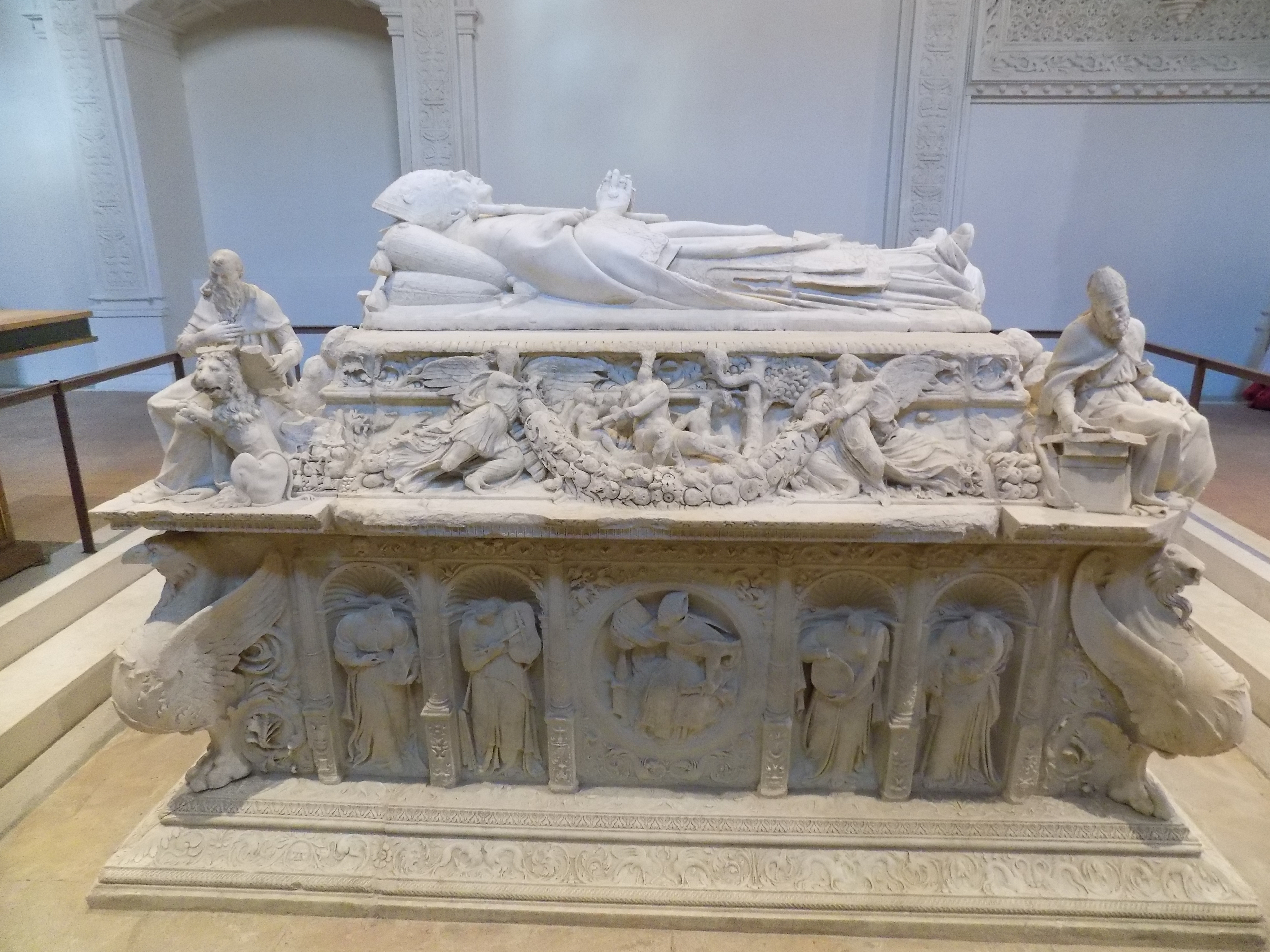
Vista lateral derecha (lado del evangelio).

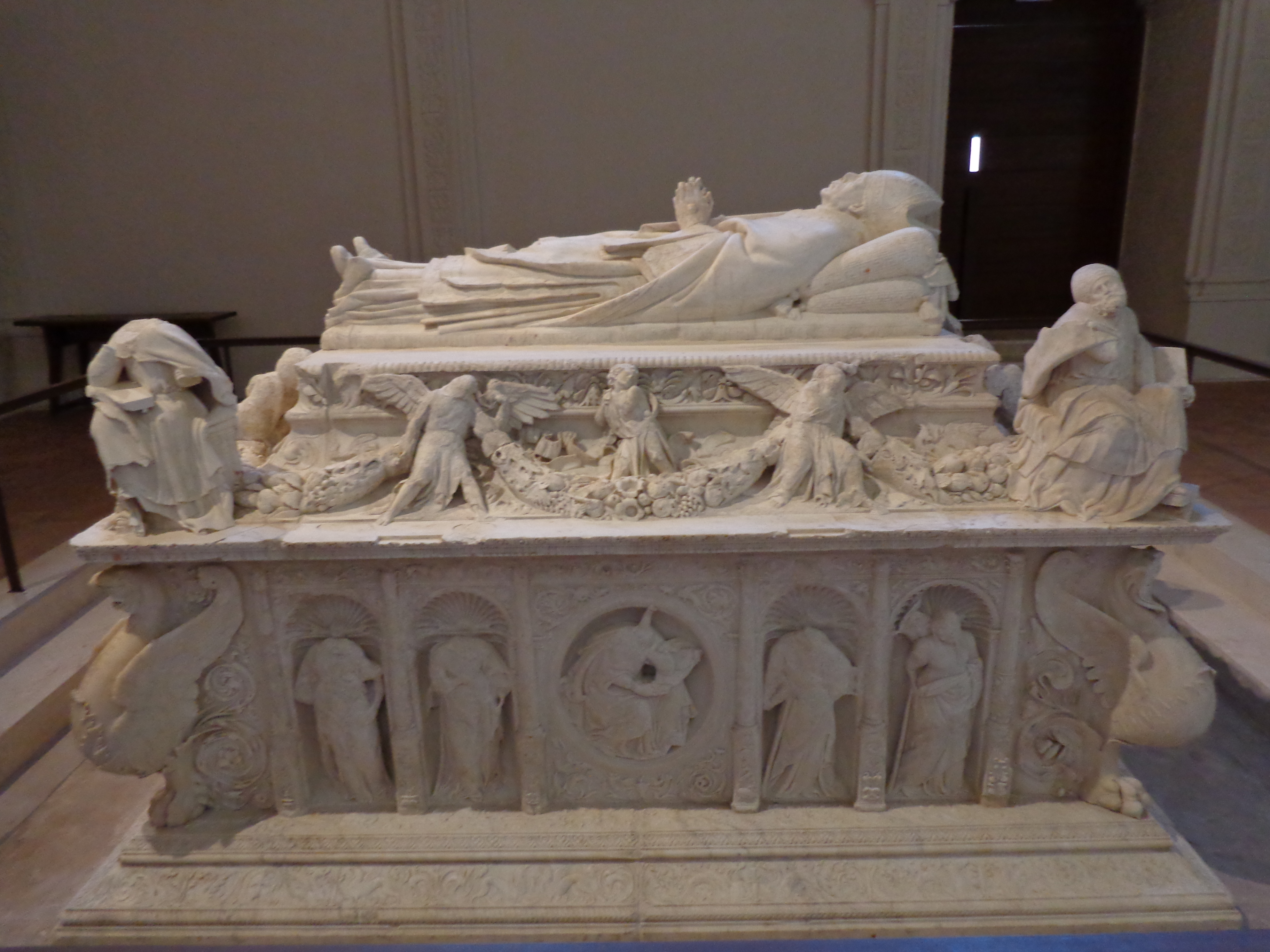
Vista lateral izquierda (lado de la epístola).

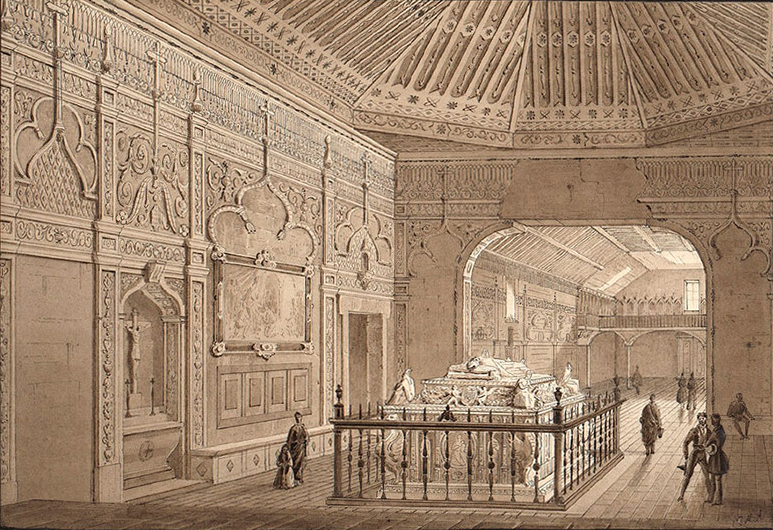
El cenotafio en 1839, según dibujo de José María Avrial y Flores.

El Cenotafio del cardenal Francisco Jiménez de Cisneros, ubicado en la Capilla de San Ildefonso de la Universidad de Alcalá (España), es un monumento funerario diseñado por el escultor Domenico Fancelli y completado por sus sucesores en 1521. Sin embargo, sus restos óseos están depositados en dos enterramientos diferentes dentro de la Catedral-Magistral de Alcalá de Henares.

## Historia
El escultor italiano Domenico Fancelli fue un artista cotizado en Castilla, después de que el Conde de Tendilla le encargara la realización de una tumba para su hermano, Diego Hurtado de Mendoza y Quiñones, difunto arzobispo de Sevilla. Los albaceas del cardenal Cisneros le contrataron para esculpir un monumento funerario destinado al presbiterio de la Capilla de San Ildefonso del Colegio Mayor de San Ildefonso. Comenzó a trabajar en 1518, estableciendo su diseño. Tras la muerte de Fancelli en 1519, Bartolomé Ordóñez asumió el cargo iniciando la escultura. Cuando murió en 1520, sus colaboradores Juan Florentino y Simón de Bellana completaron la obra en 1521.
Tras la profanación de la capilla, en el transcurso de la desamortización en España, el monumento funerario fue trasladado a la nave central de la Iglesia Magistral de Alcalá de Henares (actual Catedral de Alcalá) por orden de la reina Isabel II. Debajo se construyó una cripta para depositar los restos óseos del Cardenal. En 1936, la tumba sufrió graves daños durante el incendio de la iglesia. Tras una restauración en 1977, el cenotafio se devolvió a su ubicación original, frente al altar mayor de la Capilla de San Ildefonso, pero los restos mortales se mantienen en la Catedral de Alcalá.
El cenotafio se ubica dentro de un edificio protegido, como Bien de Interés Cultural, que forma parte de la Manzana Fundacional Cisneriana de la Universidad de Alcalá.

## Descripción
El monumento funerario es de mármol de Carrara, y mide 247 cm de ancho, 313 cm de largo y 190 cm de alto. Tiene muchas similitudes con el monumento funerario del príncipe Juan de Aragón y Castilla, localizando en la iglesia del Real Monasterio de Santo Tomás de Ávila, obra del mismo artista. El cenotafio se divide en cuatro áreas superpuestas: los cimientos, la tumba, el lecho y la figura yacente del Cardenal:
- La pequeña base está ricamente decorada con adornos.
- Los lados largos de la caja están divididos en cinco campos por columnas clásicas que se colocan sobre bases altas. El campo más amplio, en el medio, muestra en el lado del evangelio una imagen redonda con la representación de San Eugenio, el primer obispo de Toledo. Los otros cuatro campos contienen los símbolos del quadrivium (aritmética, música, astronomía, geometría). San Leandro de Sevilla está representado en el medio campo del lado de la epístola, rodeado de figuras que encarnan el trivium (gramática, dialéctica, retórica) y teología. Son alusiones al contenido docente que se impartía en la Universidad de Alcalá. Los lados estrechos también se dividen en tres campos, por columnas. En la cabecera, una imagen redonda muestra a San Ildefonso de Toledo, entre San Juan de la Penitencia y Santiago el Mayor en los campos exteriores. En el lado de los pies, San Isidoro de Sevilla está representado en el campo central, rodeado en los campos exteriores por San Francisco de Asís y Santo Domingo. Los cuatro bordes de la tumba están protegidos por grifos; sobre ellos, se muestran sentados los cuatro padres de la Iglesia Católica: San Jerónimo, San Ambrosio de Milán, San Agustín de Hipona y Gregorio Magno.
- En las paredes laterales de la cama mortuoria se muestran escenas del Paraíso, adornadas con guirnaldas de flores y frutas llevadas por pájaros y ángeles. En el frente, en dirección al altar, se encuentra el escudo del Cardenal Cisneros; en el otro extremo hay una inscripción funeraria. Ambas cartelas son transportadas por putti.
- La figura del Cardenal, con túnica episcopal y el báculo pastoral en las manos, yace con la cabeza apoyada en el costado del altar. Esta orientación se considera una prerrogativa del clero. La figura del difunto es una representación real de su apariencia en el momento de la muerte.

Juan de Vergara, amigo del cardenal Cisneros, redactó el epitafio en latín que aparece en una lápida a los pies del Cardenal:
CHR・ OPT・ MAX 

CODIDERA MVSIS FRANCISCVS GRANDE LICE 

CODOR IN EXIGVO NVC EGO SARCOPHAGO・

PRAETEXTAM IVNXI SACCO GALEAQVE GALERO・

FRATER・DVX・PRAESVL・CARDINEVSQ PATER・

QVIN VIRTVTE MEA IVCTV EST DIADEMA CVCVLLO・

QVVM MIHI REGNANTI PARAVIT HESPERIA・

OBIT ROAE・ VI・ID・NO 

VEMB・M・D・XVII
La reja original
En su origen, este sepulcro estuvo rodeado por una monumental reja de bronce. La Universidad de Alcalá la encargó en 1566 al escultor Nicolás de Vergara "el viejo", aunque fue terminada por su hijo Nicolás de Vergara "el mozo", quien la instaló en 1591. Esta reja ha sido considerada como la obra maestra de los broncistas españoles del Renacimiento y, en opinión del historiador Elías Tormo y Monzó, era una obra "superior a las cosas de Benvenuto Cellini". La estructura rectangular de la reja era marcadamente arquitectónica. Estaba compuesta por cuatro tramos abalaustrados, y en sus esquinas unas columnas de un "estilo dórico muy a la romana de fustes acanalados". Las caras de los cuatro pedestales, sobre los que se levantaban las columnas, se repartían la inscripción grabada de un epigrama escrito en latín, que junto con los emblemas representado en los relieves, constituía un completo monumento artístico-visual humanístico, siguiendo los términos del pliego de condiciones del contrato firmado entre la Universidad de Alcalá y el escultor Nicolás de Vergara "el viejo", que se ha conservado. Los cuatro pedestales de la reja están decorados con escenas que rememoran virtudes del cardenal y las empresas más sobresalientes que acometió en su vida, estando todas ellas acompañadas de una leyenda en latín grabada en la base del plinto. La reja sufrió importantes daños en el transcurso de la Guerra civil española, cuando ya estaba ubicada en la Catedral Magistral de Alcalá. Desde 1941, las piezas que se han conservado (cuatro pedestales, tres jarrones, once balaustres completos, fragmentos de balaustres y uno de los escudos) están depositadas en el Museo Arqueológico Nacional.

## Enterramientos de los restos óseos

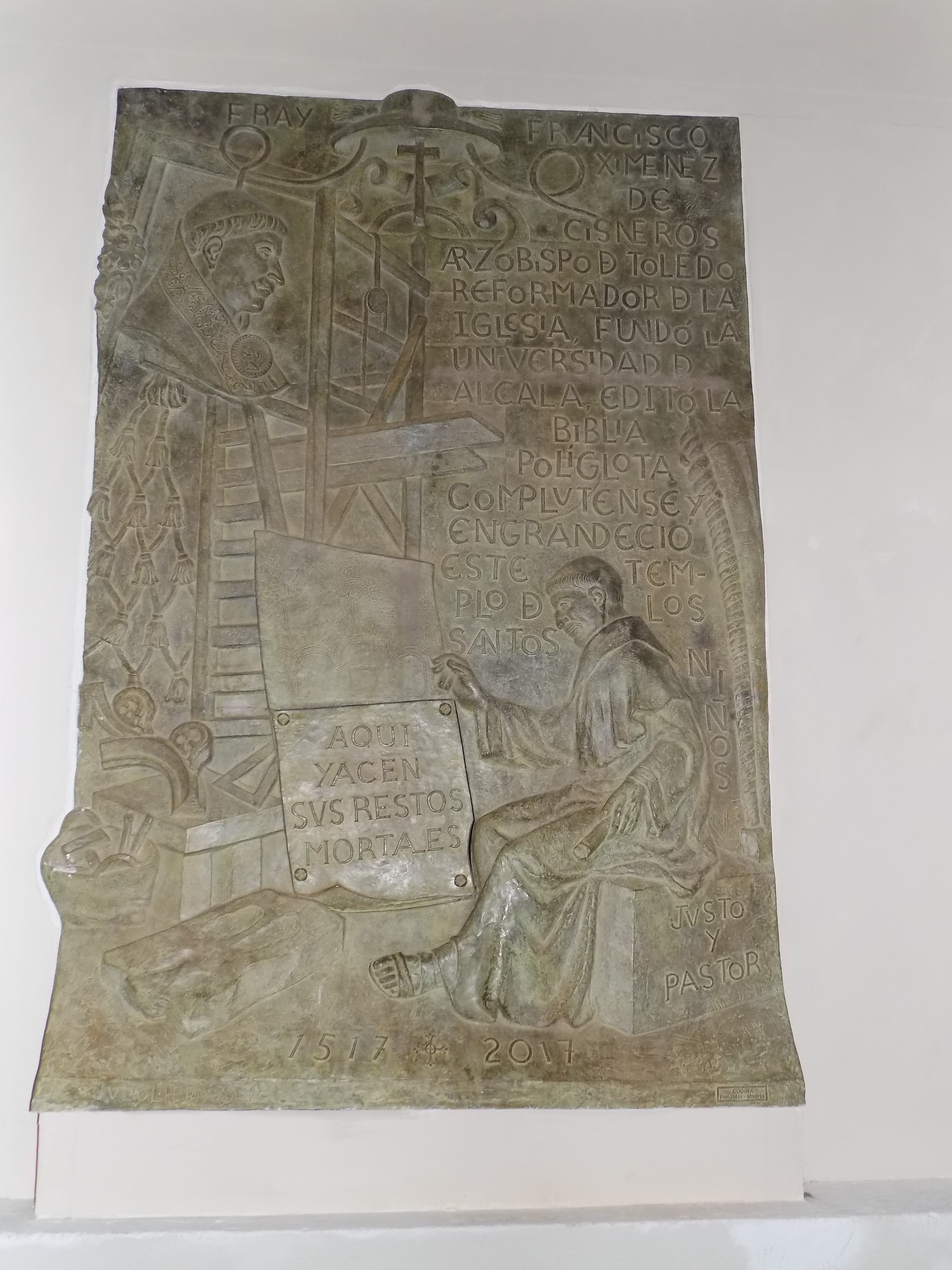
Tumba con parte de los restos del cardenal Cisneros en la Catedral-Magistral de Alcalá de Henares.

Francisco Jiménez de Cisneros había dispuesto en su testamento, que su funeral se celebrara en la capilla del Colegio Mayor San Ildefonso de Alcalá de Henares, que él mismo había fundado. Tras su muerte, el 8 de noviembre de 1517, el cuerpo fue enterrado el 15 de noviembre de 1517 en una tumba improvisada en la cripta de dicha Capilla. A causa de una inundación, y por otras razones, los huesos reposaron en varios lugares de la Capilla desde 1645, hasta que fueron tapiados, dentro de un cofre, en un nicho cerca del altar mayor de la Capilla en 1677. Allí permanecieron hasta el 26 de abril de 1857. Después de la profanación de la Capilla, se trasladó el sepulcro del Cardenal a la Iglesia Magistral (catedral de Alcalá de Henares desde 1991) y los restos del Cardenal Cisneros fueron enterrados en una cripta bajo el monumento funerario. Después de que la Iglesia Magistral sufriera graves daños por un incendio en 1936, los restos fueron trasladados a Madrid. Y no regresaron a la Iglesia Magistral hasta 1977.
Con motivo del 500 aniversario de la muerte del Cardenal Cisneros, la diócesis de Alcalá de Henares, con el fin de mejorar su visibilidad y presencia en la Catedral Magistral, se depositaron parte de sus restos, el 8 de noviembre de 2016, en una pared de la girola que rodea al altar mayor, cerca de la cripta de los Santos Niños Justo y Pastor. Para ello, el escultor Julio López Hernández realizó un relieve en bronce, de unos dos metros de alto y 1,30 m de ancho. El artista basó su diseño en una pintura de Alejandro Ferrant y Fischermans, que muestra al cardenal Cisneros visitando un edificio de construcción. El texto del relieve dice:
"FRAY FRANCISCO JIMÉNEZ DE CISNEROS 

ARZOBISPO DE TOLEDO 

REFORMADOR DE LA IGLESIA 

FUNDÓ LA UNVERSIDAD DE ALCALÁ 

EDITÓ LA BIBLIA POLIGLOTA COMPLUTENSE 

Y ENGRANDECIÓ ESTE TEMPLO DE LOS SANTOS NIÑOS JUSTO Y PASTOR"
En la tapa que cierra el nicho funerario, dentro de la placa de bronce, dice: "AQUI YACEN SVS RESTOS MORTALES"
Por lo que, desde el año 2006, la mayoría de los restos óseos del Cardenal siguen enterrados bajo el altar mayor de la Catedral-Magistral de Alcalá de Henares, y algunos de sus huesos se ubican en la girola del mismo edificio.